# Невзоров, Андрей Геннадьевич
Андре́й Генна́дьевич Невзо́ров (1889—1978) — русский офицер, герой Первой мировой войны, участник Белого движения на Юге России.

## Биография
Родился 19 (31) октября 1889 года в семье директора Егорьевской прогимназии Геннадия Никаноровича Невзорова (1851—?). В 1891 году отец был назначен директором Тверской гимназии, а спустя 10 лет стал директором Рыбинской гимназии; в 1903 году получил чин действительного статского советника; с 16 апреля по 1 августа руководил Егорьевской гимназией, а затем, до июля 1906 года — Шуйской гимназией. В семье было 12 детей: семь сыновей и пять дочерей; Андрей был шестым ребёнком.
Среднее образование получил в Митавской гимназии, где окончил 6 классов. В 1913 году окончил Виленское военное училище, откуда выпущен был подпоручиком в 112-й пехотный Уральский полк. 13 марта 1914 года переведен в 97-й пехотный Лифляндский полк, с которым и вступил в Первую мировую войну. Пожалован Георгиевским оружием
За то, что при наступлении авангарда полка на д. Мелькинтен, 30 октября 1914 года, когда по авангарду был открыт противником частый ружейный огонь из окопов у названной деревни и очень сильный артиллерийский огонь с фланга со стороны Энцунена, согласно приказанию начальника авангарда, стремительно атаковал указанные окопы, выбил из них противника и, преследуя, овладел еще укрепленной восточной окраиной деревни Мелькинтен.
В 1915 году был прикомандирован к 4-й Московской школе прапорщиков и назначен курсовым офицером. Произведен в поручики 12 октября 1916 года. В октябре 1917 года со своими юнкерами участвовал в боях против большевиков в Москве. В конце года выехал на Дон, где вступил в Добровольческую армию, участвовал в 1-м Кубанском походе. Затем был командиром бронеавтомобиля в Донской армии, служил в 3-м автоброневом отряде в составе Вооруженных сил Юга России и Русской армии Врангеля до эвакуации Крыма. Галлиполиец, штабс-капитан технических войск.
В эмиграции в Югославии. В годы Второй мировой войны служил в Русском корпусе. На 1 мая 1942 года — командир взвода 2-й юнкерской сотни 1-го батальона 1-го полка (в чине лейтенанта), в 1944 году — командир 1-й роты 4-го полка (в чине подполковника). В августе 1945 года — в Клагенфурте, находившемся в британской зоне оккупации, затем — в Граце. Сотрудничал в журнале «Военная Быль», был представителем Союза чинов Русского корпуса в Австралии. Оставил воспоминания (хранятся в Бахметьевском архиве).
Умер в 1978 году в Сиднее. Похоронен на Руквудском кладбище.

## Награды
- Орден Святой Анны 4-й ст. с надписью «за храбрость» (ВП 18.02.1915)
- Георгиевское оружие (ВП 21.03.1915)
- Орден Святого Станислава 3-й ст. «за отлично-ревностную службу и особые труды, вызванные обстоятельствами текущей войны» (ВП 14.06.1916)
- Орден Святой Анны 3-й ст. «за отлично-ревностную службу и особые труды, вызванные обстоятельствами текущей войны» (ВП 6.12.1916)

## Публикации
- Начало Первой Великой Войны 1914 года. // Военная быль, №79. — май 1966 года.
- Генерал от кавалерии П. Н. Ренненкампф. // Военная быль, №83. — январь 1967 года.
- 4-я Московская Школа Прапорщиков. // Военная быль, №90. — март 1968 года.
- 4-я Московская Школа Прапорщиков (Окончание). // Военная быль, №91. — май 1968 года.
- Поправки к статье 4-я Московская Школа Прапорщиков. // Военная быль, №114. — январь 1972 года.
- Ознакомление с флотом. // Военная быль, №107. — ноябрь 1970 года.
- Кадетский корпус в Сараево. // Военная быль, №118. — сентябрь 1972 года.

## Семья
Был женат на дочери директора реального училища Татьяне Александровне Соколовой (1894—1970). В Первую мировую войну она была сестрой милосердия, затем — в составе Донской армии и Русской армии Врангеля, также служила в Русском корпусе. Их дети:
- Михаил, родился в Югославии, окончил Первый русский кадетский корпус, подпоручик. Служил в Русском корпусе, в 1945 году — в казачьих частях. В мае 1945 года был выдан в Лиенце советским властям, провел 10 лет в лагерях, в 1955 году не получил разрешения на выезд из СССР как бесподданный, умер в 1986 году в Геленджике. Был женат, имел двоих сыновей-суворовцев.
- Ксения, в замужестве Покровская.